# Compago
Se llama compago o cortago a un cañón antiguo inventado por los ingleses. 
El compago estaba destinado, según parece, al ataque del enemigo en las torres antiguas. Francisco Ramírez, maestro mayor de artillería de los Reyes Católicos, al decir de Pulgar, hizo uso de ellos para auxiliar el asalto de una fortaleza defendida por los árabes. 